# ركبة السرو
ركبة السرو هي بنية مميزة تتشكل فوق جذور مختلف أنواع شجرة السرو المنتمية لفصيلة الفرعية السروية، مثل السرو الأصلع. وظيفتها غير معروفة، ولكنها تظهر عادة على الأشجار التي تنمو في المستنقعات . تشير بعض الفرضيات الحالية إلى أنها قد تساعد في تهوية جذور الشجرة،  وإنشاء حاجز لالتقاط الرواسب وتقليل التآكل، والمساعدة في تثبيت الشجرة في التربة الناعمة والموحلة، أو أي مزيج منها. 

## الوسط

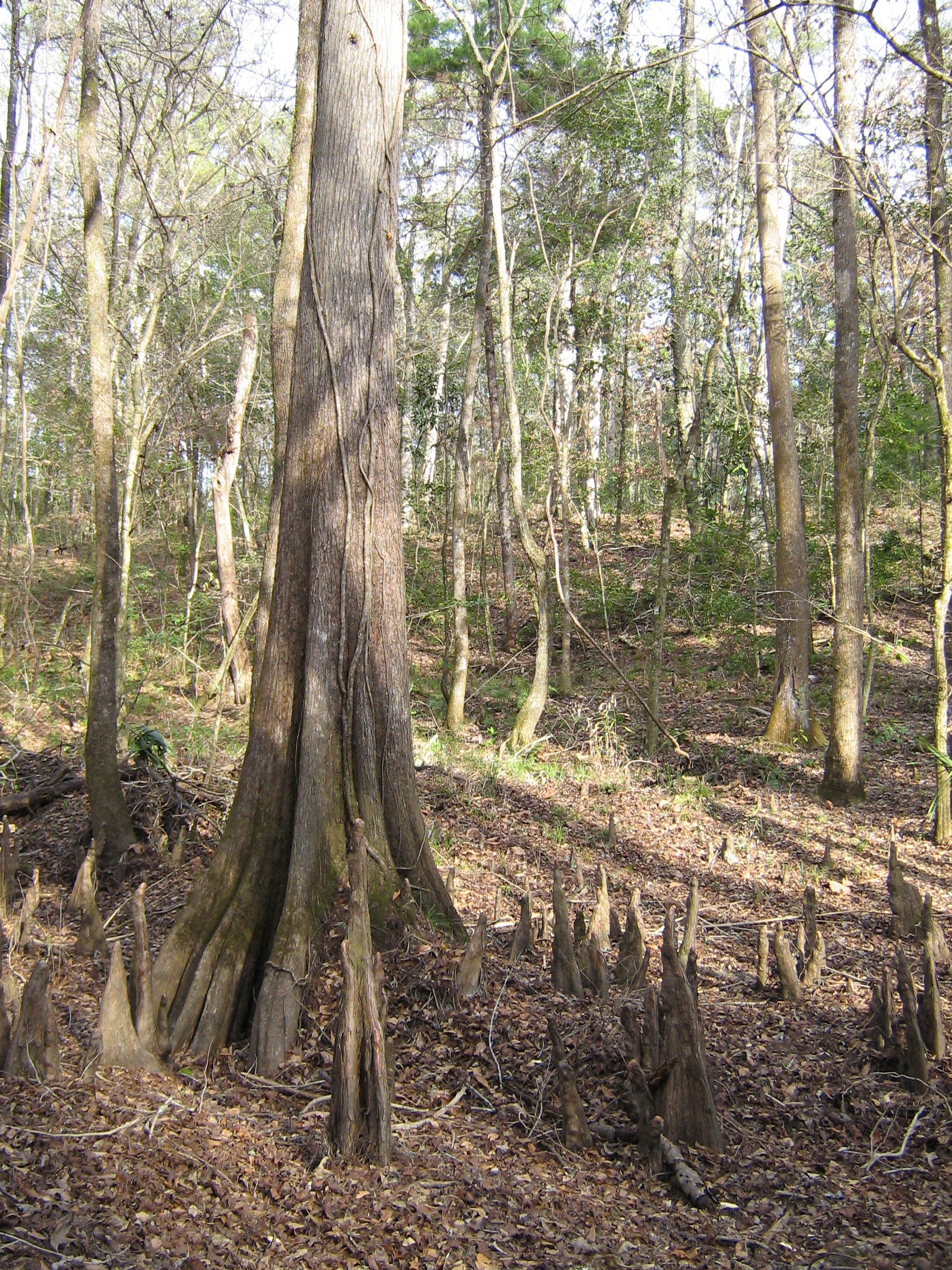
شجرة سرو أصلع تظهر ركبها

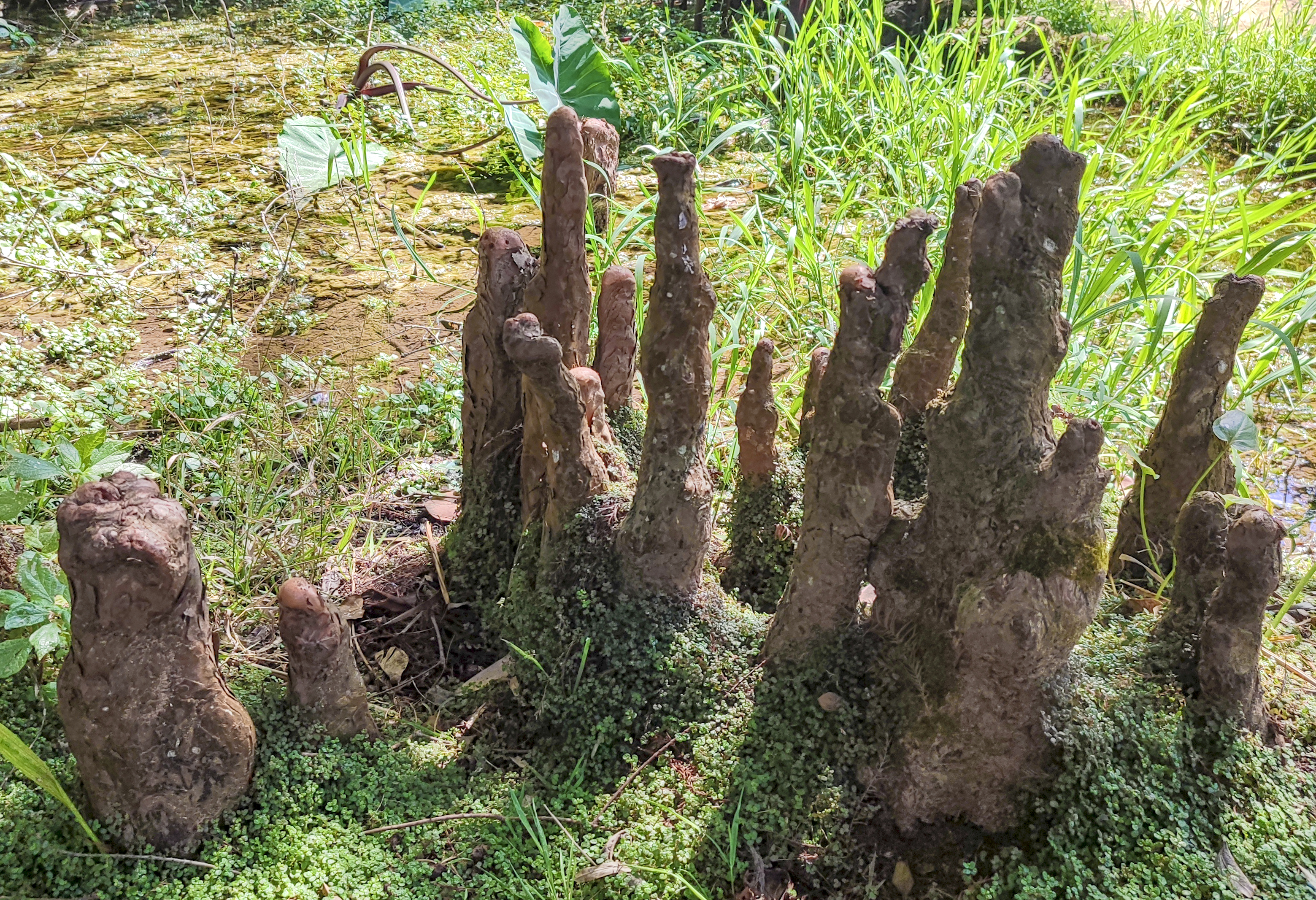
ركب السرو من الحدائق العجيبة لسيدي بوقنادل

الركب نتوءات خشبية تنمو معامدة الجذور فوق سطح الماء بالمستنقعات. كان أحد الافتراضات المبكرة لوظيفتها هو أنها توفر الأكسجين للجذور التي تنمو في المياه ذات الأكسجين المذاب المنخفض (DO)، تعمل كحاملات هوائية، حيث تتمتع أشجار المانجروف بتكيفات مماثلة.  لهذا الادعاء أدلة علمية قليلة تدعم. في الواقع توضح الاختبارات التي أجريت على هذه الركب أنها ليست فعالة في استنفاد الأكسجين. على الرغم من عدم وجود إجماع بين الخبراء بشأن دورها، فإن الافتراض القائل بأنها كائنات حية دقيقة يتكرر في العديد من الكتب المدرسية التمهيدية لعلم النبات. 

## الوظيفة
لها وظيفة أخرى أكثر احتمالًا وهي وظيفة الدعم والاستقرار الهيكلي. تميل أشجار السرو التي تنمو في الأراضي المنخفضة أو المستنقعات الموجودة في المناطق المغمورة أو المعرضة للفيضانات إلى أن تكون مدعمة، على عكس أشجار السرو التي تنمو على أرض مرتفعة.
تشمل الأشجار التي تنمو فيها هذه "الركب" ما يلي:
- غليبتوستروبوس
- السرو الأصلع
- شجرة السرو البركية
- أهويويتي
- سيكوبا الفجر[بحاجة لمصدر]

## روابط خارجية
- كريستوفر هـ. برياند. " ركب السرو: لغز دائم" نسخة محفوظة 2010-08-01 على موقع واي باك مشين. "أرنولديا." 2000-2001. المجلد 60(4). ص. 19-20، 21-25. مراجعة موسعة للأدبيات المنشورة فيما يتعلق بركب السرو.